# Arlie Russell Hochschild
Arlie Russell Hochschild (født 15. januar 1940) er en amerikansk sociolog, akademiker og professor emeritus i sociologi på University of California, Berkeley. Hun har længe fokuseret på de menneskelige følelser, der ligger til grund for moralske overbevisninger, sociale praksisser og det sociale liv som helhed. Hun har skrevet ni bøger, bl.a. The Managed Heart og senest Strangers in Their Own Land: Anger and Mourning on the American Right.
Med rødder i C. Wright Mills og Karl Marx, forsøger Hochschild løbende at tydeliggøre forbindelser mellem private problemer og offentlige spørgsmål og at redefinere Marxistiske idéer om fremmedgjort arbejde.
Hochschild forsøger at tydeliggøre den rolle, såkaldt føllesmæssigt arbejde spiller i økonomien. Hun er således engageret i at forstå, hvordan personlige, private og familiære sfære bliver forstyrres og ændres af magtfulde institutioner som for eksempel arbejdspladsen.

## Biografi

### Tidligt liv og familiebaggrund
Hochschild er født i Boston, Massachusetts. Hun er datter til Ruth Alene og Francis Henry Russell, som var den amerikanske Ambassadør i New Zealand, Ghana og Tunesien. I sit tidlige arbejde blev hun fascineret med de grænser, der blev tegnet mellem indre oplevelser og ydre optræden. Hun nævner i forordene til sin velkendte bog The Managed Heart: The Commercialization of Human Feeling, at: 
"I found myself passing a dish of peanuts among many guests and looking up at their smiles; diplomatic smiles can look different when seen from below than when seen straight on. Afterwards I would listen to my mother and father interpret various gestures. The tight smile of the Bulgarian emissary, the averted glance of the Chinese consul . . . I learned, conveyed messages not simply from person to person but from Sofia to Washington, from Peking to Paris, and from Paris to Washington. Had I passed the peanuts to a person, I wondered, or to an actor? Where did the person end and the act begin? Just how is a person related to an act?" 

### Uddannelse og akademisk karriere
Hochschild dimitterede fra Swarthmore College i 1962, hvorefter hun fik MA og Ph. D fra The University of California, Berkeley, hvorefter hun hurtigt blev ansat. Hun skrev sin første bog, The Unexpected Community, i 1973. Som kandidatstuderende var hun i høj grad inspireret af Erving Goffman og C. Wright Mills. I White Collar argumenterer Mills for, at vi "sælger vores personlighed". Dette gav genklang med Hochschild, omend hun følte, at der manglede at blive tilføjet noget, hvilket hun beskriver herunder: 
"Mills seemed to assume that in order to sell personality, one need only have it. Yet simply having personality does not make one a diplomat, any more than having muscles makes one an athlete. What was missing was a sense of the active emotional labor involved in the selling. This labor, it seemed to me, might be one part of a distinctly patterned yet invisible emotional system—a system composed of individual acts of 'emotion work,' social 'feeling rules,' and a great variety of exchanges between people in private and public life."

## Udmærkelser
Hochschild blev shortlistet til National Book Award for Strangers in Their Own Land: Anger and Mourning on the American Right, og det var en New York Times Bestseller. I 2015 fik hun Ulysses Medaljen fra University College Dublin. Hun har desuden vundet tre priser givet af the American Sociological Association.
Hun har modtaget æresdoktorgrader fra Swarthmore College, Aalborg Universitet, Universitetet i Oslo, University of Lapland, Mount St. Vincent University, Westminister Universitet og University of Lausanne.

## Akademisk arv
Indenfor sociologien er Hochschild kendt som grundlægger af følelsessociologien. Udenfor sociologien er hun kendt for at bidrage til forskellige publikationer, herunder bl.a. The New York Times, The Washington Post, Harper's Magazine, The Progressive og The New York Review of Books.
Koncepter udviklet af Hochschild, herunder følelsessociologi, er blevet indoptaget af akademikere i en række forskellige discipliner.

## Bøger
- Hochschild, Arlie Russell (1973). The Unexpected Community. Englewood Cliffs, New Jersey: Prentice-Hall. ISBN 9780139363856.
- The Managed Heart: Commercialization of Human Feeling. Berkeley: University of California Press. 1983. ISBN 9780520054547
- The Second Shift: Working Families and the Revolution at Home. New York, N.Y: Viking. 1989. ISBN 9780670824632
- The Time Bind: When Work Becomes Home and Home Becomes Work. New York: Metropolitan Books. 1997. ISBN 9780805044713
- The Commercialization of Intimate Life: Notes from Home and Work. Berkeley: University of California Press. 2003. ISBN 9780520214880.
- Hochschild, Arlie Russell; Ehrenreich, Barbara, red. (2003). Global Woman: Nannies, Maids, and Sex Workers in the New Economy. New York: Metropolitan Books. ISBN 9780805075090.
- The Outsourced Self: Intimate Life in Market Times. New York: Metropolitan Books. 2012. ISBN 9780805088892
- So How's the Family? and Other Essays. Berkeley: University of California Press. 2013. ISBN 9780520272286.
- Hochschild, Arlie Russell; Tronto, Joan; Gilligan, Carol (2013). Contre l'Indifférence Des Privilégiés: à Quoi Sert le Care (fransk). Paris: Payot. ISBN 9782228908771.
- Strangers in Their Own Land: Anger and Mourning on the American Right. New York: The New Press. 2016. ISBN 978-1620972250.